# Botswana op de Olympische Zomerspelen 1992
Botswana nam deel aan de Olympische Zomerspelen 1992 in Barcelona, Spanje. Het was de vierde opeenvolgende olympische deelname van het land uit zuidelijk Afrika.

## Resultaten en deelnemers

### Atletiek
| Olympiër          | Discipline   | Resultaat | Prestatie                                            |
| ----------------- | ------------ | --------- | ---------------------------------------------------- |
| Camera Ntereke    | 400m (m)     | 47e       | serie 6: 5e in 47,32                                 |
| Mbiganyi Thee     | 800m (m)     | 10e       | serie 6: 3e in 1.48,04 halve finale 1: 5e in 1.46,13 |
| Bobby Gaseitsiwe  | 1500m (m)    | 38e       | serie 3: 8e in 3.48,33                               |
| Zachariah Ditetso | 5000m (m)    | 31e       | serie 4: 9e in 13.54,88                              |
| Benjamin Keleketu | marathon (m) | 83e       | 2:45.57                                              |

### Boksen
| Olympiër         | Discipline | Resultaat | Prestatie                         |
| ---------------- | ---------- | --------- | --------------------------------- |
| France Mabiletsa | -81kg (m)  | 17e       | 1e ronde: V van USA Griffin: 4-10 |

Albanië · Algerije · Amerikaanse Maagdeneilanden · Amerikaans-Samoa · Andorra · Angola · Antigua en Barbuda · Argentinië · Aruba · Australië · Bahama's · Bahrein · Bangladesh · Barbados · België · Belize · Benin · Bermuda · Bhutan · Bolivia · Bosnië en Herzegovina · Botswana · Brazilië · Britse Maagdeneilanden · Bulgarije · Burkina Faso · Canada · Centraal-Afrikaanse Republiek · Chili · China · Chinees Taipei · Colombia · Congo-Brazzaville · Cookeilanden · Costa Rica · Cuba · Cyprus · Denemarken · Djibouti · Dominicaanse Republiek · Duitsland · Ecuador · Egypte · El Salvador · Equatoriaal-Guinea · Estland · Ethiopië · Fiji · Filipijnen · Finland · Frankrijk · Gabon · Gambia · Gezamenlijk team · Ghana · Grenada · Griekenland · Groot-Brittannië · Guam · Guatemala · Guinee · Guyana · Haïti · Honduras · Hongarije · Hongkong · Ierland · IJsland · India · Indonesië · Irak · Iran · Israël · Italië · Ivoorkust · Jamaica · Japan · Jemen · Jordanië · Kaaimaneilanden · Kameroen · Kenia · Koeweit · Kroatië · Laos · Lesotho · Letland · Libanon · Libië · Liechtenstein · Litouwen · Luxemburg · Madagaskar · Malawi · Malediven · Maleisië · Mali · Malta · Marokko · Mauritanië · Mauritius · Mexico · Monaco · Mongolië · Mozambique · Myanmar · Namibië · Nederland · Nederlandse Antillen · Nepal · Nicaragua · Nieuw-Zeeland · Niger · Nigeria · Noord-Korea · Noorwegen · Oeganda · Oman · Oostenrijk · Pakistan · Panama · Papoea-Nieuw-Guinea · Paraguay · Peru · Polen · Portugal · Puerto Rico · Qatar · Roemenië · Rwanda · Saint Vincent‑Grenadines · Salomonseilanden · Samoa · San Marino · Saoedi-Arabië · Senegal · Seychellen · Sierra Leone · Singapore · Slovenië · Soedan · Spanje · Sri Lanka · Suriname · Swaziland · Syrië · Tanzania · Thailand · Togo · Tonga · Trinidad en Tobago · Tsjaad · Tsjecho-Slowakije · Tunesië · Turkije · Uruguay · Vanuatu · Venezuela · Verenigde Arabische Emiraten · Verenigde Staten · Vietnam · Zaïre · Zambia · Zimbabwe · Zuid-Afrika · Zuid-Korea · Zweden · Zwitserland · Onafhankelijke olympische deelnemers